# ジェーン・マンスフィールド

直筆サイン

ジェーン・マンスフィールド（Jayne Mansfield 、1933年4月19日 - 1967年6月29日）は、ブロードウェイ、及びハリウッドで活躍したアメリカ合衆国の女優。マリリン・モンローのように、1950年代を代表するブロンドのセックスシンボルの1人であり、PLAYBOY誌・1955年2月号のプレイメイトになったのをはじめとして、長年にわたり多くの雑誌に登場した。彼女はシアター・ワールド賞 (Theatre World Award)、ゴールデングローブ賞、全米制作者協会 (PGA) 賞ゴールデン・ローレルを獲得している。マンスフィールドはプラチナブロンドの髪、ウェストが細くくびれた肉体、露出した胸の谷間を強調する衣裳で、数本の人気ハリウッド映画に主演した。
マンスフィールドの活動期間は短かったが、興行収入において何度か大きな成功を収めた。1960年代に入りブロンドの悩殺的美女の需要が下降すると、低予算のメロドラマやコメディへ追いやられたが、人気は衰えなかった。その後も彼女は外国で、そして大成功したナイトクラブ・ツアーにおいて大衆を魅了し続けた。1967年6月29日、マンスフィールドは34歳で自動車事故でこの世を去った。

## 前半生
マンスフィールドはドイツ人とイングランド人を祖先に持ち、父ハーバート・ウィリアムと母ヴェラ（旧姓ジェフリー）のパーマー夫妻の一人娘として生まれた。彼女の出生時の名はヴェラ・ジェーン・パーマー (Vera Jayne Palmer) である。
元々の髪の色はブルネット（茶褐色）、ペンシルベニア州ブリンモアで生まれ、幼年期をニュージャージー州フィリップスバーグで過ごした。彼女が3歳の時、後のニュージャージー州知事、ロバート・B・メイナー (Robert B. Meyner) の弁護士であった父親は、妻と娘を乗せて車を運転中に心筋梗塞で亡くなった。夫の死後、母親は教師として働いた。1939年に母ヴェラ・パーマーは再婚し、一家はテキサス州ダラスに移り住んだ。マンスフィールドは若い頃から女優になりたいという強い願望を持っていた。ハイスクール卒業後、彼女は南メソジスト大学で演劇と物理学を学んだ。
1950年、ヴェラ・ジェーン・パーマーはポール・マンスフィールドと結婚し、ジェーン・マンスフィールドとなった。彼女の演技への願望は、1950年11月8日に17歳で最初の子供ジェーン・マリー・マンスフィールド (Jayne Marie Mansfield) を出産したことで、休止状態になった。マンスフィールドは母親としての役割とテキサス大学オースティン校の学業を巧みに両立させ、夫のアメリカ陸軍での兵役の間、ジョージア州のキャンプ・ゴードンで1年間を過ごした。マンスフィールドは1953年の夏の間カリフォルニア大学ロサンゼルス校 (UCLA) に通い、南メソジスト大学の秋学期を受講するためにテキサスに戻った。ダラスでは、彼女は映画監督シドニー・ルメットの父親で、ダラス演劇芸術研究所の創設者である、俳優バルーク・ルメット (Baruch Lumet) の生徒になった。1953年10月22日、彼女はアーサー・ミラーの『セールスマンの死』で初舞台を踏んだ。
テキサスに住む間、マンスフィールドはミス・フォトフラッシュ、ミス・マグネシウムランプ、ミス・ファイア・プリベンションなどのミス・コンテストに優勝した。彼女は「いい響きではない」という理由でミス・ロックフォールチーズのタイトルを辞退している。163と公表された彼女の非常に高いIQはたびたび引き合いに出された。彼女は5カ国語を話し、熟達したクラシック音楽のピアニストであり、ヴァイオリニストであった。
マンスフィールドは、ファンが彼女の頭脳には興味を示さないことを認めている。「彼らは40-21-35（インチ。約102-53-89cmのスリーサイズ）の方に、より関心を持っています。」

## 初期
マンスフィールドの当時の夫ポール・マンスフィールドは、子供の誕生によって彼女の演技への関心が失われることを期待していたが、そうはならないと悟った時、彼は彼女の仕事を支援するため、1954年後半にロサンゼルスへ転居することに同意した。マンスフィールドは映画館のキャンディ売りなど、様々な片手間仕事の合間にUCLAで演劇を学んだ。彼女のスクリーンデビューは、ワーナー・ブラザース映画での端役であった。映画スタジオのタレントスカウトの1人が、パサデナ・プレイハウス（パサデナ (カリフォルニア州) の由緒ある劇場）に出演していたマンスフィールドに着目し、彼女と契約を結んだ。マンスフィールドは『フィメール・ジャングル (Female Jungle) 』（1954年）、ジャック・ウェッブ (Jack Webb) 主演の『皆殺しのトランペット (Pete Kelly's Blues) 』(1955年) に端役で出演した。
1955年、ポール・ウェンドコス (Paul Wendkos) 監督はデイビッド・グーディスの小説を原作とする彼の映画『The Burglar』のグラッデンという印象的な役を彼女に提供した。映画はフィルム・ノワール様式で制作され、マンスフィールドはダン・デュリエ 、マーサ・ヴィッカーズ (Martha Vickers) と共演した。『The Burglar 』は2年後のマンスフィールドの名声が頂点に達した時期に公開された。以降の彼女の映画出演の大半はコミカルであるか、性的魅力を強調したものであったが、この正統的でドラマティックな役においても成功を収めていた。彼女はワーナー・ブラザースで、もう2本の映画に出演した。その内の1本はエンジェル・オハラという脇役でエドワード・G・ロビンソンと共演した『法に叛く男 (Illegal) 』(1955年) である。
同年、彼女はブロードウェイの舞台『ロック・ハンターはそれを我慢できるか?  (Will Success Spoil Rock Hunter?)  』の成功を手土産にハリウッドに戻り、フランク・タシュリン監督のキャンプ・コメディ映画『女はそれを我慢できない  (The Girl Can't Help It)  』(1956年公開) に主演した。マンスフィールド初の主演は、元大物ギャングがスターとして売り出そうと目論む、素晴らしく官能的だが致命的に音痴なガールフレンドという役であった。映画はファッツ・ドミノ、プラターズ、リトル・リチャードなどの初期の演奏を呼び物にした。

## 映画
1956年5月3日、マンスフィールドは20世紀フォックスと長期契約を結び、1957年の映画『気まぐれバス (The Wayward Bus) 』で率直で印象的な役を演じた。この映画で彼女は「美しいが頭の弱いブロンドの女」というイメージを払拭し、本格派の女優としての名声を確立しようとした。映画はジョン・スタインベックの小説の脚色で、ダン・デイリー (Dan Dailey) やジョーン・コリンズ (Joan Collins) と共演した。『気まぐれバス』は当然のように興行的成功を収めた。
マンスフィールドは『気まぐれバス』の「切ない落伍者」の演技で、1957年のゴールデングローブ賞有望若手女優賞をキャロル・ベイカー、ナタリー・ウッドを抑え獲得した。ニューヨーク・タイムズによれば、これは彼女の派手なイメージ、特徴的な声（ところどころに金切り声の混じる、柔らかい声の甘いささやき）、官能的な肉体、限られた演技の幅によって妨げられた断続的な経歴において「一般に彼女の最高の演技であったと認められている」。

マンスフィールドは、映画版の『ロック・ハンターはそれを我慢できるか?』でもリタ・マーロウ役を演じた。共演スターはトニー・ランドール (Tony Randall) とジョーン・ブロンデル (Joan Blondell) であった。『女はそれを我慢できない』と『ロック・ハンターはそれを我慢できるか?』は当時人気を博して大ヒットし、古典的名作と考えられている。ハリウッド映画における彼女の4作目の主演映画は、ケーリー・グラントと並んで大きく位置付けられた『よろめき休暇 (Kiss Them for Me) 』(1957年) である。しかし映画内においては、グラントの演じるベテラン・パイロットはファッションモデルのスージー・パーカー (Suzy Parker) が演じるスマートで慎み深い赤毛の女性を選び、マンスフィールドは場を和ませる三枚目役にすぎなかった。『よろめき休暇』は興行的に期待はずれに終わり、主流ハリウッドスタジオ映画における彼女の最後の主演映画となった。彼女は『媚薬 (Bell, Book and Candle) 』でジャック・レモンの相手役のオファーも受けたが、妊娠により断らざるを得なかった。
高い知名度や人気にもかかわらず、1959年以降マンスフィールドは良い役に恵まれなかった。それでも彼女は主にヨーロッパの低予算映画で多忙であった。
20世紀フォックスはポール・ニューマンのコメディ初挑戦映画『Rally 'Round the Flag, Boys! 』において彼の相手役にマンスフィールドをキャスティングしようと試みたが、この役には『気まぐれバス』の共演者だったジョーン・コリンズが選ばれた。1960年、20世紀フォックスはイングランドの2本の独立系ギャングスリラー映画への出演のため彼女を貸与した。テレンス・ヤング監督、カールハインツ・ベーム共演の『地獄の罠 (Too Hot to Handle) 』とジョン・ギリング (John Gilling) 監督、アンソニー・クエイル (Anthony Quayle) 共演の『けだもの街 (The Challenge) 』である。また20世紀フォックスは『It Happened in Athens』を企画した。このオリンピックを主題にした映画はギリシャで撮影され、1962年まで公開されなかった。映画のチラシの最上部に掲げられたにも関わらず、マンスフィールドはカラフルできわどい衣裳をまとった脇役へ追いやられた。
マンスフィールドは、より洗練されたイメージを確立したいと率直に切望していたが、1962年までライブ・パフォーマーとしてまだ高値で売れていた。彼女はアクターズ・スタジオに学んだマリリン・モンローに対抗して、ニューヨークで演技を学びたいと発表した。しかし、過去の名声の上に立った扇情的な宣伝への依存は、彼女の失墜を示していた。20世紀フォックスは1962年に彼女との契約を更新しなかった。

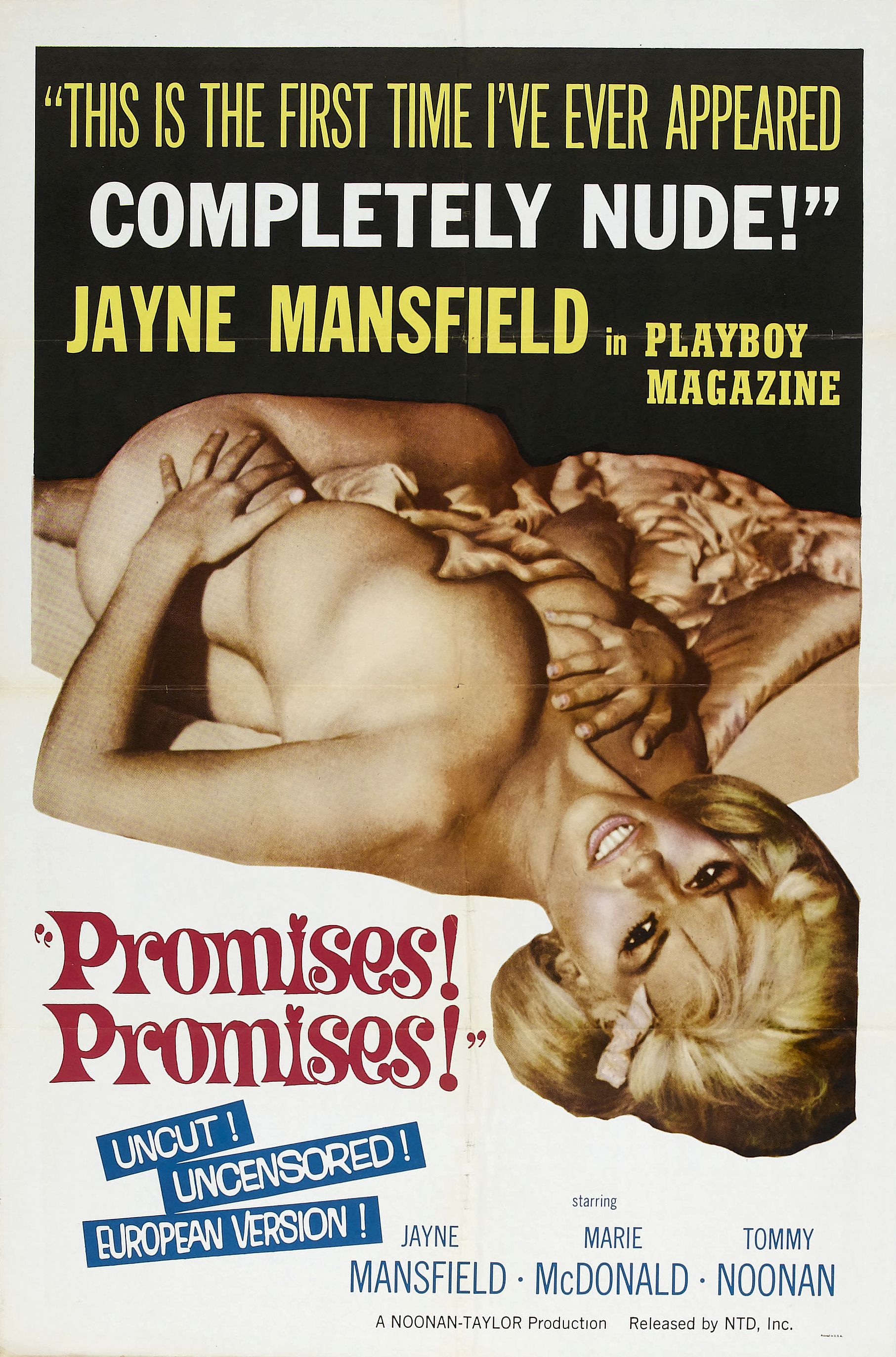
『Promises! Promises!』のポスター

1963年、トミー・ヌーナン (Tommy Noonan) は、映画『Promises! Promises!』でヌードで主演する初のハリウッド女優になるよう、マンスフィールドを説得した。映画のセットにおける裸のマンスフィールドの写真はPLAYBOY誌で公表された。評判となったセットの画像において、マンスフィールドは彼女の男性秘書とヘアスタイリストと共に、自分の乳房の一つをじっと見つめ、そしてそれを手でつかんで高く持ち上げている。売り切れとなったその号はヒュー・ヘフナーがわいせつ罪で告訴されるという事態を引き起したが、それは後に取り下げられた。『Promises! Promises!』は大ヒットを記録したが、オハイオ州クリーブランドでは上映が禁止された。映画の成功により、マンスフィールドはその年の興行収入トップ10リストに名を連ねた。
マンスフィールドが二番目の夫ミッキー・ハージティと共に書いた自伝的な著書、「Jayne Mansfield's Wild, Wild World」は『Promises! Promises!』の直後に出版され、光沢紙に印刷された映画からの32ページの白黒写真が掲載されている。
1963年、マンスフィールドはオーストリア生まれのシュラガー（Schlager、ポピュラー音楽のスタイルの1つ）歌手フレディー・クイン (Freddy Quinn) と、西ドイツの低予算映画『Homesick for St. Pauli』に出演した。彼女は船でハンブルクに向けて旅行するセクシーなアメリカの歌手イブリンを演じた。クインの演じるエルヴィスのようなアメリカのポップスターが彼女に付き添っていた。マンスフィールドの台詞は吹き替えられたが、彼女は映画で2曲のドイツ語の歌を歌っている。彼女の知れ渡った気まぐれな行動と舞台出演が映画歴を妨げていたにもかかわらず、彼女の人目を惹き付ける魅力は保たれたままであった。

## 派手な宣伝活動
1950年代後半までに、マンスフィールドは注意深く演出された公開の「事故」で、首尾よく胸を露出させるという度重なる企てのために、多くの否定的な評判を生み出しつつあった。彼女の胸はそれほど彼女の公的人格の多くの部分を占めており、トーク番組の司会者ジャック・パール (Jack Paar) は、かつて女優を『ザ・トゥナイト・ショー』に迎え入れる際「Here they are, Jayne Mansfield.（さあどうぞ、ジェーン・マンスフィールドたちです）」と紹介した。この台詞はディック・カヴェット (Dick Cavett) がパールのために書いたもので、レイモンド・ストレイトによる彼女の伝記のタイトルにもなった。
経歴の初期には傑出した彼女の胸が問題視され、彼女の最初の仕事であるプールの周りで数人の若い女性が水着姿でリラックスしているゼネラル・エレクトリックの広告から削除された。
マンスフィールドは1956年9月から1957年5月にかけて、約2,500回も新聞に写真が掲載され、彼女に関する約122,000行の新聞記事が書かれた。
メディア攻勢の成功でマンスフィールドの名は広く知れ渡った。
マンスフィールドの最も有名な身体的特徴は、彼女の妊娠と5人の子供たちへの授乳によって大きさが変化している。彼女の最小の測定値は40D（約102cmのDカップ）で（50年代を通してこのサイズであった）、1967年に記者に測定された時が46DD（約117cmのDDカップ）で最も大きかった。PLAYBOYによると彼女の測定値は40D-21-36（約102-53-91cmのDカップ）で身長は5フィート6インチ（約168cm）。彼女の検死報告によると身長は5フィート8インチ（約173cm）であった。

1957年4月、彼女の胸は晩餐会においてイタリアの大スター、ソフィア・ローレンから注意をそらすことを目的とした悪名高い派手な宣伝活動の呼び物であった。遭遇の写真は世界中で公表された。最も有名な写真では、ローレンが彼女と会食仲間の間に割り込んで座るアメリカの女優に向かって侮辱的に眉をつり上げている。クリフトン・ウェッブはテーブルに乗り出し、誤って彼女の胸を深い襟ぐりからこぼれさせ、片方の乳首を露出させてしまった。
両方の乳房が全てあらわになった類似の事件は、西ベルリンの映画祭で起こった。マンスフィールドは襟ぐりが深いドレスを着ており、2番目の夫、ミッキー・ハージティがパーティーの頭上に下がる一房のブドウを採れるように彼女を抱き上げた。この動きは彼女の胸がドレスからこぼれ出る原因になった。この出来事の写真はUPI通信社が起こしたセンセーションとなり、新聞・雑誌には「検閲」の文字で女優のむき出しの乳房が隠されて掲載された。
世界のマスメディアはマンスフィールドの売名行為を即座に非難した。ある編集コラムニストは 「マンスフィールド嬢が彼女のビキニをより膨らませるために行なう、腹を引っ込める努力は我々を楽しませる。しかし、仕事を探している女性、いかがわしい女性、特定の若手女優、女優…が求められてもいないのに彼女たちの肉体をあらわにするため、あらゆる機会を利用するのは腹立たしい。」と書いている。
経歴を通して、マンスフィールドは当時セックスシンボルの地位にあったマリリン・モンローと比較された。この比較について彼女はこう語っている「私は、なぜあなたがた（報道陣）が私をマリリンやあの子、なんて言ったかしら、キム・ノヴァクと比較するのか解りません。胸の谷間はもちろん、私がこの地位を得るために大きな助けになりました。私は彼女たちがどのようにしてそこにたどり着いたのか知りません」
映画の役には恵まれていなかったが、彼女はマミー・ヴァン・ドーレン（Mamie Van Doren - マンスフィールドは彼女をプロとして敵わない相手と尊敬していた）、ダイアナ・ドース、クレオ・ムーア (Cleo Moore)、バーバラ・ニコルス (Barbara Nichols)、ジョイ・ランシング (Joi Lansing)、シェリー・ノース (Sheree North) と競争相手がひしめき合う中で、モンローの最も重要なライバルであるとみなされていた。
未だに真実であると思われている有名な誤認は、マンスフィールドがサタン教会の後援者で、サタニストのリーダー、アントン・ラヴェイと肉体関係を持ったというものである。実際はサミー・デイヴィスJr.やミア・ファローがしたように、マンスフィールドは宣伝写真でラヴェイと並んで写っただけである。マンスフィールドはオカルトに興味はあったが、生涯を通してキリスト教徒であり続けた。マンスフィールドの長女ジェーン・マリーは、サタン教会と母との関係を忘れ去っていた。

## 映画以外の活動

### 舞台
マンスフィールドは、映画同様に舞台にも立った。1955年、彼女はニューヨークに行き、ブロードウェイで上演されたジョージ・アクセルロッド (George Axelrod) のコメディ『ロック・ハンターはそれを我慢できるか?』に重要な役で出演した。ニューヨークタイムズは、舞台においてわずかな衣裳をまとったリタ・マーロウの表現を「マリリン・モンローの曲線を持った銀幕のプラチナブロンドの妖婦のよう」であり、「賞賛に値する奔放さ加減」と評した。
1957年10月、マンスフィールドは20世紀フォックスのためにヨーロッパ16カ国のツアーに旅立った。彼女はハージティと共に『紳士は金髪がお好き (Gentlemen Prefer Blondes) 』と『バス停留所 (Bus Stop) 』の舞台にも立った。マンスフィールドとハージティは映画での配役が不満で、ラスベガスのデューンズで『The House of Love 』という演し物に主演した。マンスフィールドは週35,000ドルを稼ぎ出した。彼女が滞在を延長したことからも、いかに当たったかがうかがえる。1962年、20世紀フォックス・レコーズはこのショーを録音し、「Jayne Mansfield Busts Up Las Vegas 」というアルバムを制作した。

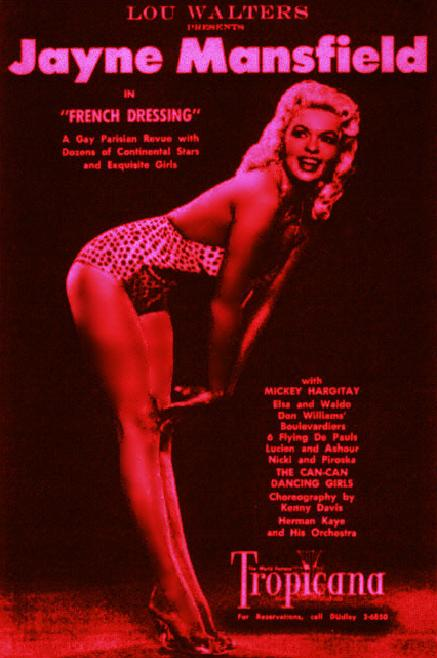
トロピカーナ「フレンチ・ドレッシング」ポスター

映画の仕事が低迷していた時期でも、マンスフィールドのナイトクラブ出演には週に8,000 - 25,000ドルの高値がついた。彼女はそれに伴い世界中をツアーでまわった。死去した1967年には、マンスフィールドの時間はナイトクラブ出演と当時の夫マット・シンバーが監督した低予算の彼女の最後の映画、『Single Room Furnished 』に割かれた。

### レコーディング
マンスフィールドは何本かの映画で英語とドイツ語で歌った。加えて1964年に「Jayne Mansfield: Shakespeare, Tchaikovsky & Me 」という珍しいアルバムを出している。これは彼女がチャイコフスキーの音楽をバックに、シェイクスピアの14行詩やマーロウ、ブラウニング、ワーズワースなどの詩を朗読したものである。アルバムのジャケットには、ふっくらしたヘアスタイルにセットしたマンスフィールドが唇をすぼめ、毛皮のストールでかろうじて胸を覆い隠し、ロシアの作曲家（チャイコフスキー）とエイヴォンの詩人（シェイクスピア）の胸像の前でポーズをとって写っている。
ニューヨーク・タイムズは、女優が「ハスキーで、都会的で、赤ん坊のような声で30の風変わりな詩」を朗読しているアルバムと評した。同紙の評論家は続けて「マンスフィールド嬢は外見上で人を惹き付ける力をいくつも持ち合わせている女性です。しかし詩を朗読することは、そこに含まれてはいない」と明言している。
ジミ・ヘンドリックスがマンスフィールドのためにベースとリードギターを演奏した曲が2曲ある。1965年の「As The Clouds Drift By 」と「Suey 」である。これらは2枚同時に発売された。ヘンドリックスの研究者スティーヴン・ロビー (Steven Roby) の著書「Black Gold: The Lost Archives Of Jimi Hendrix」(Billboard Books) によれば、このコラボレーションは彼らが同じマネージャーを共有したので実現した。

### テレビ
マンスフィールドは良い役からますます遠ざかっていたが、1964年に『ギリガン君SOS』の（彼女が逃れたかった固定観念を集約したかのような）ジンジャー・グラント役を断っている。これにより、この役はティナ・ルイーズ (Tina Louise) が演じることになった。
マンスフィールドはUSO（世界中のアメリカ軍兵士に慰問を提供する非営利的団体）のためにボブ・ホープと旅行し、『エド・サリヴァン・ショー』、『ジャック・ベニー・ショー』（The Jack Benny Show - 彼女はヴァイオリンを演奏した）、『スティーブ・アレン・ショー』 (The Steve Allen Show)、『ダウン・ユー・ゴー』 (Down You Go)、『マッチ・ゲーム』（The Match Game - 1つの珍しいエピソードがチームキャプテンとしての彼女に起こった）、『ジャッキー・グリーソン・ショー』 (The Jackie Gleason Show) などの多数のテレビ番組に出演した。マンスフィールドの女優としてのテレビ出演には、『バークにまかせろ』や『ヒッチコック劇場』などがある。彼女はニューヨークからハリウッドに戻り、ゲームショーのゲスト・スターとしてのスポット出演など、数本のテレビ番組に出演した。
1962年、マンスフィールドはブライアン・キースとABCのテレビドラマシリーズ『Follow the Sun 』の好評であったエピソード「The Dumbest Blonde 」に、キースが演じる年上のボーイフレンドとの上流社会の生活に不安を感じる美しいブロンドの女性「スコッティー」役で出演した。このプロットは映画『ボーン・イエスタデイ (Born Yesterday)』を下敷にしている。

## 私生活
マンスフィールドは3回結婚し、2回離婚し、5人の子供がいた。また伝えられるところによれば、パリのレストラン、トゥール・ダルジャンのオーナー、クロード・テライユ (Claude Terrail)、ロバート・ケネディ、ジョン・F・ケネディ、ブラジルの億万長者、ジョルジ・グィンリ (Jorge Guinle) など、多数の男性と恋愛関係、肉体関係にあった。死去した時点では、マンスフィールドは当時の恋人で離婚調停の弁護士サム・ブロディ (Sam Brody) を伴っていた。
彼女は1950年1月28日にポール・マンスフィールドと内密に結婚した。2人は1950年5月10日に公に結婚式を挙げ、1958年1月8日に離婚した。この結婚期間中に最初の子供、ジェーン・マリー・マンスフィールドが生まれた。母の死の2週間前にジェーン・マリー（当時16歳）は、母親のボーイフレンド、サム・ブロディを彼女を殴打したとして告発した。翌朝の彼女の西ロサンゼルス市警察での陳述は、母親が虐待を促していたことを示している。数日後、少年裁判所判事は大叔父のW・W・ピグーにジェーン・マリーの一時的な親権を与えた。
ジェーン・マリーは後にプレイメイトとしてではないが、PLAYBOY1976年7月号に彼女の7ページのヌードグラビアが掲載された。母娘ともヌードが掲載されたのは同誌で初のことであった（但し最初に母娘とも「プレイメイト」になったのはキャロル・エデン（1960年12月号）、シモーヌ・エデン（1989年2月号）親子である）。

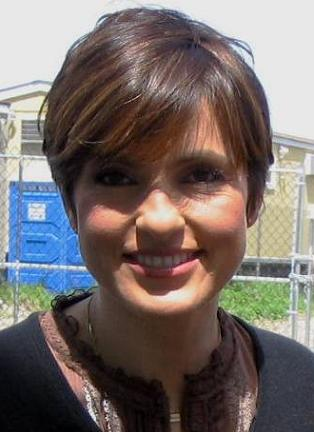
マリシュカ・ハージティ（2007年）

1958年1月13日、マンスフィールドはカリフォルニア州ランチョパロスバーデスのウェイフェラーズチャペルで俳優・ボディービルダー（1955年のミスター・ユニバースである）のミッキー・ハージティと結婚した。フランク・ロイド・ライトの息子ロイド・ライトが設計したユニークなガラスの教会は、公衆や報道陣が結婚式の様子を眺めることを非常に容易にした。ジェーン自身は透き通ったウェディングドレスを着ており、祭典の宣伝的な面を強調した。夫妻は1963年5月、メキシコのシウダー・フアレスで離婚した。メキシコでの離婚はカリフォルニア州では無効であると宣言され、2人は同年10月に和解した。夫妻の3人目の子供が生まれた後、マンスフィールドはメキシコでの離婚が合法的であるとの訴えを起こし、勝訴した。離婚は1964年8月26日にアメリカ合衆国で正式に認められた。彼女は、これ以前にも1962年5月4日に離婚を申請したが、報道記者に「私は我々が仲直りできると確信しています。」と語っていた。
彼らの離婚は、ハージティが調停を財政的に有利に押し進めるために彼女の子供たちの1人を誘拐し、それをマンスフィールドが非難したため、とげとげしいものとなった。この結婚期間中に彼女は3人の子供たちを生んだ。ミクローシュ・ジェフリー・パーマー・ハージティ（Miklós Jeffrey Palmer Hargitay、1958年12月21日 - ）、ゾルターン・アンソニー・ハージティ（Zoltán Anthony Hargitay、1960年8月1日 - ）とマリシュカ・マグドリーナ・ハージティ（Mariska Magdolina Hargitay - マリアと呼ばれている。1964年1月24日 - ）。マリシュカはテレビシリーズ『LAW & ORDER:性犯罪特捜班』のオリビア・ベンソン役で著名な女優である。
1957年11月、ハージティとの結婚の少し前にマンスフィールドはビバリーヒルズのサンセット大通り10100にルディ・ヴァリー (Rudy Vallée) が以前所有していた、地中海スタイルで40部屋の大邸宅を購入した。マンスフィールドは家をピンクに塗り、ピンクの蛍光に囲まれたキューピッドの彫像を置き、バスルームにピンクの毛皮を敷き、浴槽をピンクのハート型にし、ピンクのシャンパンが噴出する噴水を設置し、邸宅をピンク・パレスと呼んだ。ボディビルを始める前は配管工と大工であったハージティは、ピンクのハート型のプールを造った。マンスフィールドは家具に書き込み、供給会社に要請した無料サンプルを組み立て、ピンク・パレスを装飾した。彼女は邸宅自体にはわずか76,000ドルを支払ったのみで、150,000ドル以上相当の無料の商品を受け取った
（当時の平均的家屋の価格が7,500ドル未満だったので、それでも高額である）。
1964年9月24日、マンスフィールドはイタリア生まれの映画監督、マット・シンバー（Matt Cimber、別名マッテーオ・オッタヴィアーノ (Matteo Ottaviano)、旧名トーマス・ヴィターレ・オッタヴィアーノ (Thomas Vitale Ottaviano) ）と結婚した。2人は1965年7月11日に別居し、1966年7月20日に離婚を申請した。
シンバーは彼がニューヨークのヨンカーズで上演され、広く称賛された舞台『バス停留所』の演出をした時、マンスフィールドと関わりを持った。劇にはハージティが共演していた。シンバーは結婚期間中、彼女の仕事のマネージメントを肩代わりした。彼との間にマンスフィールドは1人の息子を生んだ。アントーニオ・ラファエル・オッタヴィアーノ（Antonio Raphael Ottaviano、別名トニー・シンバー (Tony Cimber)、1965年10月17日 - ）である。
マンスフィールドは若いオランダ人の作家、ヤン・クリーマー (Jan Cremer) と短い関係を持った。クリーマーは1965年の自伝小説「I, Jan Cremer 」を彼女に捧げた。
彼女はまた1963年に歌手のネルソン・サルデッリ (Nelson Sardelli) との、よく知られた関係があった。ハージティとの離婚が解決したら彼と結婚する予定だと語っていた。
マンスフィールドのアルコールの暴飲、あからさまな不倫、そしてシンバーに彼女がこれまで唯一幸せだったのは元恋人のネルソン・サルデッリといる時だけだったと断言した結果として、マット・シンバーとの結婚生活が崩壊し始めたため、彼女の最後の映画『Single Room Furnished 』は中止となった。

## 死去

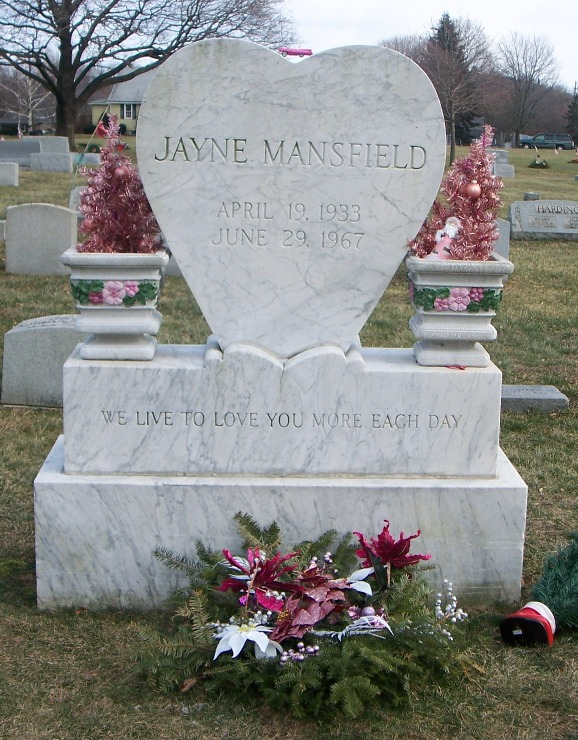
墓碑、2007年撮影

マンスフィールドはミシシッピ州ビロクシでガス・スティーヴンズ・サパークラブとの契約のため、サパークラブに近いカバナ・カントリーヤード・アパートメンツに滞在していた。1967年6月28日の夕方の仕事の後、マンスフィールド、恋人のサム・ブロディ、運転手のロニー・ハリソン、そしてマンスフィールドの子供たち、ミクローシュ、ゾルターン、マリシュカの一行は、スティーヴンズの1966年型ビュイック・エレクトラ225でニューオーリンズへ向けて出発した。マンスフィールドはそこで早朝のテレビ取材に出演することになっていた。ビロクシを出発する前に、彼らは近くに住む地元の家族、ルパートとエドナ・オニールの自宅に立ち寄った。オニール家での遅い夕食の後（その間にマンスフィールドの人生最後の写真が撮られた）、車はニューオーリンズへ向かった。6月29日の午前2時25分頃、U.S.ハイウェイ、ルート90で1台のトラックが蚊の殺虫剤を噴霧したため、減速した大型トレーラーの後部に彼らの車は衝突した。車は激突の後、トレーラー後部と道路の間にめり込んだ。前部座席に乗っていた大人たちは即死した。後部座席に座っていた子供たちは軽傷で生き残った。
マンスフィールドは頭部に重度の外傷は負ったが、彼女の首が切断されたという噂は偽りである。この都市伝説は警察の事故現場写真において、自動車の上部が実質的に切り裂かれていて、ブロンドの髪の頭に似たものが砕かれたフロントガラスに絡み付いていたことから生まれた。これがマンスフィールドが着けていたウィッグであったとも、彼女の実際の髪と頭皮でもあったとも信じられている。
死亡診断書は、マンスフィールドの直接の死因を「頭蓋骨が押しつぶされ、頭蓋と脳が分離した」と記している。
彼女の死後、全米高速道路交通安全委員会 (NHTSA) は全ての大型トレーラーの下部にガード（鋼の管でできた強固なバー）を取り付けるよう要求した。このバーはマンスフィールド・バーとしても知られている。
7月3日、ペンシルベニア州ペンアーガイルにおいて、マンスフィールドの葬儀が営まれた。マンスフィールドは長らくカトリックに転向しようとしており、晩年にはサム・ブロディとの関係を通してユダヤ教に興味を持つようになっていたが、式典はメソジスト派の牧師により執り行われた。彼女はペンアーガイル南東のフェアビュー・セメタリーに埋葬された。彼女の墓碑には「We Live to Love You More Each Day」と書かれている。追悼記念碑がカリフォルニア州ハリウッドのハリウッド・フォーエバー・セメタリーに建てられたが、誤った出生年が記されている。記念碑はジェーン・マンスフィールド・ファンクラブにより設置されたが、マンスフィールド自身が自分の年齢について誤った情報を提供する傾向があったため、間違った出生年が書かれているのである。
マンスフィールドの葬儀の直後、ミッキー・ハージティは彼と彼の3人目にして最後の妻、エレン・シアーノが引き取った子供たちを支えるために、元妻の財産の275,000ドル以上を要求する訴えをおこした。マンスフィールドの末の子供トニーは彼の父親マット・シンバーが引き取った。彼と女優との離婚問題は彼女が死んだ時点で未決であった。1968年、不当な死に対する訴訟をジェーン・マリー・マンスフィールドとマット・シンバーが代表して起こした。前者が480万ドルを要求、後者が270万ドルを要求した。
ピンク・パレスは売却された。以降の所有者にはリンゴ・スター、キャス・エリオット、エンゲルベルト・フンパーディンクなどがいる。
2002年にフンパーディンクは邸宅を宅地開発業者に売り渡し、翌年の11月にピンク・パレスは取り壊された。彼女の財産の多くは、CMG Worldwide（知的所有権管理会社）によって管理されている。

## 評価

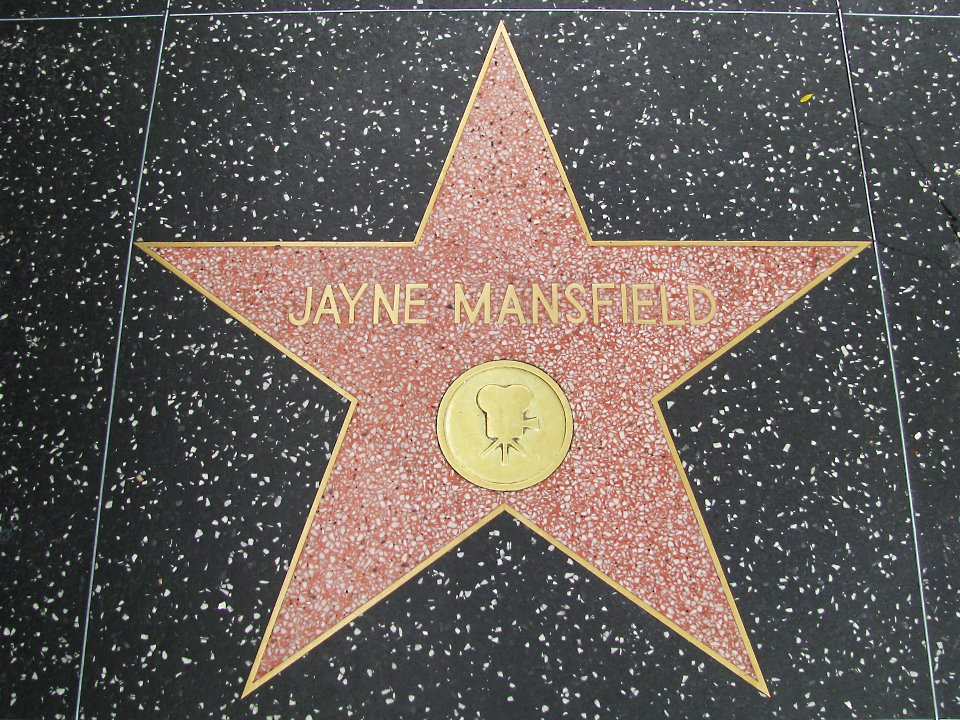
マンスフィールドの星型プレート（ハリウッド・ウォーク・オブ・フェーム）

- PLAYBOY誌1955年2月号のプレイメイトとなり、以後30回以上同誌に登場した[39]。
- 舞台出演には気乗りでなかったが、ブロードウェイで上演されたジョージ・アクセルロッドのコメディ『ロック・ハンターはそれを我慢できるか? 』における演技で1956年のシアター・ワールド賞を受賞した[40]。
- 1957年に『気まぐれバス』の演技でゴールデングローブ賞・有望若手女優賞を獲得した[41][42]。
- ラオール・ウォルシュ監督のパロディ西部劇『不死身の保安官 (The Sheriff of Fractured Jaw) 』の演技で、1959年のPGA ゴールデン・ローレル 最優秀ミュージカル女優賞を獲得した[43]。但し実際には劇中歌はコニー・フランシスによって歌われた。
- 1963年、全米各地で上映禁止となった映画『Promises! Promises! 』の演技により、アメリカの劇場オーナー団体から興行収入トップ10に選出された[6]。
- ハリウッド大通り6828のハリウッド・ウォーク・オブ・フェームの星型プレートに、その名が刻まれている[44]。

## その他
亡くなる直前、日本で公演があり、その合間に日本テレビ系の11PMに出演した事がある。また、1957年（昭和32年）にもボブ・ホープと共に来日している。1964年、アメリカツアー中のビートルズと対面し彼女の大ファンだったジョン・レノンと連れだってジョージ・ポールと共にクラブへ出掛けた。しかし、ジョージが撮影したパパラッチに激昂し浴びせようとしたワインが胸にかかる羽目になった。

## 出演映画
- 1955年
  - 『海底の黄金 (Underwater!) 』…クレジットはされず[45]
  - 『地獄の埠頭 (Hell on Frisco Bay) 』…クレジットはされず
  - 『フィメール・ジャングル (Female Jungle) 』
  - 『皆殺しのトランペット (Pete Kelly's Blues) 』
  - 『法に叛く男 (Illegal)』
- 1956年：『女はそれを我慢できない (The Girl Can't Help It)  』
- 1957年
  - 『The Burglar 』
  - 『気まぐれバス (The Wayward Bus) 』
  - 『ロック・ハンターはそれを我慢できるか? (Will Success Spoil Rock Hunter?) 』
  - 『よろめき休暇 (Kiss Them for Me) 』
- 1958年：『不死身の保安官 (The Sheriff of Fractured Jaw) 』
- 1960年
  - 『けだもの街 (The Challenge) 』
  - 『地獄の罠 (Too Hot to Handle) 』
  - 『The Loves of Hercules』
- 1961年：『ギャング紳士録 (The George Raft Story)』
- 1962年
  - 『Lykke og krone』…ドキュメンタリー
  - 『It Happened in Athens 』
- 1963年
  - 『Heimweh nach St. Pauli 』
  - 『Promises! Promises! 』
- 1964年
  - 『L'Amore Primitivo 』
  - 『Panic Button 』
  - 『野獣ども地獄へ行け (Dog Eat Dog) 』
- 1965年：『The Loved One 』
- 1966年
  - 『The Las Vegas Hillbillys 』
  - 『The Fat Spy 』
- 1967年
  - 『プレイラブ48章 (A Guide for the Married Man) 』
  - 『Spree 』…ドキュメンタリー
  - 『Mondo Hollywood 』…ドキュメンタリー
- 1968年
  - 『The Wild, Wild World of Jayne Mansfield 』…ドキュメンタリー
  - 『Single Room Furnished 』…死後の公開

## ディスコグラフィ

### アルバム
- 『Jayne Mansfield Busts up Las Vegas 』(20th Century Fox、1962年)
- 『Jayne Mansfield: Shakespeare, Tchaikovsky & Me 』(MGM、1964年)
- 『I Wanna Be Loved By You 』(Golden Options、2000年)
- 『Dyed Blondes 』(Recall Records、2002年)
- 『Too Hot to Handle 』(Blue Moon、 France、2003年)

### シングル
- 「That Makes It 」 (The Las Vegas Hillbillys )
- 「Too Hot to Handle 」 (Too Hot to Handle )
- 「Little Things Mean a Lot 」
- 「As The Clouds Drift By 」（ジミ・ヘンドリックスと）
- 「Suey 」（ジミ・ヘンドリックスと）
- 「You Were Made for Me 」
- 「Wo Ist Der Mann 」(Homesick for St. Pauli )
- 「Snicksnack-Snucklchen 」(Homesick for St. Pauli )
- 「It's a Living 」

## 主な舞台出演
- セールスマンの死（1953年）
- ロック・ハンターはそれを我慢できるか? （1955-1956年）
- バス停留所 （1965年）
- Rabbit Habit（1965年）
- 紳士は金髪がお好き（1966年）

## マンスフィールドを扱った作品
- 『愛しのジェーン・マンスフィールド（英語版）』（1980年、CBS） - ロニ・アンダーソンがマンスフィールドを、アーノルド・シュワルツェネッガーがハージティをそれぞれ演じた。

## 著書
- Jayne Mansfield's Wild, Wild World (Holloway House; 1964; co-author: Mickey Hargitay, ASIN B001BSA456)

### 伝記
- JM's Biography at Philadelphia Weekly（英語）
- JM's Biography at the Biography Channel（英語）
- JM's Biography at Dreamtime（英語）
- JM's Biography at Find Articles (from St. James Encyclopedia of Pop Culture)（英語）
- JM's bio and other facts at Bombshells（英語）

### 公式サイト
- The Official Jayne Mansfield Website（英語）